# Orvosi tisztesfű
Az orvosi tisztesfű, más néven bakfű vagy betonikafű, (Stachys officinalis) az ajakosvirágúak rendjébe és az árvacsalánfélék családjába tartozó növényfaj.

## Elterjedés, élőhely
Erdei tisztások, cserjések, illetve rétek lakója. Évelő növény, virágzása júniustól őszig történik.

## Megjelenés, jellemzők
50-70 centiméter hosszú, egyenes szára van. A szár profilja négyszögletes, szúrós, kevés levelet tartalmaz. Tőlevelei 20 centiméter hosszúságra is megnőhetnek, míg a szárlevelek kisebbek. A levelek csipkésen fogazottak. Virágai bíborvörösek, 5-10 centiméteres fürtökben találhatóak a szár végén.

## Hatóanyagok
Drogja (Betonicae herba) cseranyagot, kovasavat, szaponint, kolint, keserűanyagot, l-betonicint, glikozidát tartalmaz.

## Gyógyhatás
Asztma és hurutos megbetegedések ellen teaként használják, de ismert a köszvény, illetve reuma elleni hatásai is. A népi gyógyászatban epilepszia ellen is használatos volt.

## Gyűjtés
A virágzó hajtásokat és tőleveleket gyűjtik.